# 힌드 로스톰
힌드 로스톰(아랍어: هند رستم, 영어: Hind Rostom, 1926년 11월 12일 ~ 2011년 8월 8일)은 이집트의 배우이다. 이집트 영화의 황금 시대 대표 배우 중 한 명이다. 육감적인 몸매로 인해 "아라비아의 마릴린 먼로"라고도 불렸다.